# Emma Dahlström
Emma Dahlström, née le 19 juillet 1992, est une skieuse acrobatique suédoise spécialisée dans les épreuves de slopestyle.

## Carrière
Elle a terminé cinquième de la première épreuve de slopestyle aux Jeux olympiques à Sotchi en 2014 et a obtenu à ce jour deux podiums en Coupe du monde à Breckenridge puis Silvaplana en 2014.

## Palmarès

### Jeux olympiques
| Épreuve / Édition | Sotchi 2014 | Pyeongchang 2018 |
| Slopestyle        | 5e          | 11e              |

### Championnats du monde
| Épreuve / Édition | Deer Valley 2011 | Sierra Nevada 2017 |
| Slopestyle        | 13e              | Argent             |

### Coupe du monde
- Meilleur classement général : 2e en 2017.
- 1 petit globe de cristal :
  - Vainqueur du classement slopestyle  en 2015.
  - Vainqueur du classement en big-air en 2017.
- 14 podiums dont 5 victoires